# セス (KOF)
セス（Seth）は、SNK（SNKプレイモア）の対戦型格闘ゲーム『ザ・キング・オブ・ファイターズ』シリーズに登場する架空の人物。担当声優は中村秀利。

## 概要
『ザ・キング・オブ・ファイターズ』（以下『KOF』と表記）の第6作目『KOF'99』のドリームキャスト移植版『KOF'99 EVOLUTION』でヴァネッサと共にストライカー専用キャラクターとして初登場する。
銀髪をモヒカンにした大柄な体格の黒人男性。白いワイシャツに青いネクタイ、サスペンダー付きの黒いスラックスを着用している。職業はエージェント。家族は妻と子供がいる。
『KOF2000』で正式にプレイヤーキャラクターとして登場し、「飛賊の首領である龍を捕獲せよ」との指令を受けて、戦友の二階堂紅丸、紅丸の仲間である矢吹真吾、飛賊四天王の麟とチームを組む。この大会中に上司のリング司令がネスツ幹部のゼロ（クローン）と入れ替わっていたことを知り、自分が利用されていたことに気づく。エンディングではネスツと結託した龍をみて「大変なことになっている」と感じている。
『KOF2001』では同業者のヴァネッサ、その協力者であるラモン、監視対象である八神庵とチームを組む。エンディングではヴァネッサとラモンと協力して庵と対決することになる。
『KOF2002』ではヴァネッサとラモンと共に「KOF2000チーム」を結成する。
『KOF XI』には参戦しないが、ハイデルンの依頼でヴァネッサとラモンとブルー・マリーの仲介役となり、エージェントチームのエンディングに登場する。
『KOF MAXIMUM IMPACT』シリーズではアルバ・メイラとソワレ・メイラの育ての親である「フェイト」に情報を提供していて、そのフェイトが死亡した事件が原因でメイラ兄弟と因縁を持つことになる。また、『KOF MAXIMUM IMPACT Regulation "A"』では自身の家族の事をマリーに語っている。

## 技の解説

### 必殺技
泳月(EI-GETSU)
『KOF2000』と『KOF2002UM』のみ使用する技。空中で一回転した後で急降下して出す飛び蹴り。
降月(KOH-GETSU)
『KOF2000』と『KOF2002UM』のみ使用する技。空中で後方に急降下して出す飛び蹴り。
落月(RAKU-GETSU)

闇月(AN-GETSU)

脚取り(ASHI-TORI)
下段攻撃を受け止める技。
胴崩し(DOH-KUZUSHI)

昇陽(SHO-YOH)
その場で砂煙が上がるほど強力なアッパーカットを繰り出す技。
弓月(KYU-GETSU)
飛び膝蹴り。『KOF2000』のみ飛び膝蹴りの後でソバットが出た。
矢月(YA-GETSU)
『KOF2001』から使用する追加技。『KOF2000』の「弓月」のソバットが追加攻撃に変更された。
弦月(GEN-GETSU)
『KOF2001』から使用する追加技。スライディングキック。

### 超必殺技
双掌昇陽(MOROTE-SHO-YOH)
2連続で「昇陽」を繰り出す技。
入り身 灘月(IRIMI-NADAZUKI)
相手にスライディングキックで突撃した後、連続で蹴りまくり、最後は蹴り上げる。

### MAX超必殺技
胴取り七悶殺(DOH-TORI-SHICHIMONSATSU)
相手の攻撃を受け止めて、背負い投げをかけて、馬乗りになって殴り続けた後、巴投げをかける。

### MAX2
時雨 乱菊(SIGURE-RANGIKU)
『KOF2002』で追加されたコマンド投げ。

### ストライカー動作
ファイナルエージェント
飛び蹴りからアッパーカットを繰り出す連携攻撃。

## 登場作品
- ザ・キング・オブ・ファイターズ'99 EVOLUTION - ストライカー専用キャラクターとして登場
- ザ・キング・オブ・ファイターズ2000
- ザ・キング・オブ・ファイターズ2001
- ザ・キング・オブ・ファイターズ2002
- ザ・キング・オブ・ファイターズ NEOWAVE - 家庭用追加キャラクター
- KOF MAXIMUM IMPACTシリーズ

## 関連人物
- ヴァネッサ - 同業者、チームメイト
- ラモン - ヴァネッサの協力者、チームメイト
- 二階堂紅丸 - 古くからの戦友、『KOF2000』でのチームメイト
- 矢吹真吾 - 『KOF2000』でのチームメイト
- 麟 - 『KOF2000』でのチームメイト
- 八神庵 - 『KOF2001』でのチームメイト
- ハイデルン - 調査の合作
- ブルー・マリー - 同業者、『餓狼伝説』のキャラクター
- アルバ・メイラ - 育ての親を死なせた原因として恨まれる。
- ソワレ・メイラ - 同じく恨まれる。